# کوک‌اوزک (شهرستان قره‌سای)
کوک‌اوزک (انگلیسی: Kokozek, Karasay District) یک شهرک در استان آلماتی کشور قزاقستان است.